# AN/AAQ-26
AN/AAQ-26은 레이시온이 제작한 2세대 적외선 탐지 세트이다. 적외선 탐지 세트는 장거리 항법, 감시 및 사격 통제 기능을 제공하는 고성능 다목적 열 영상 감지기이다.
AAQ-26은 2세대 초점면 배열, 전자 영상 안정화, 지역 처리 그리고 적응 인터페이스를 특징으로 한다. 추가적 특징은 듀얼 모드 비디오 추적기, 1553 데이터 버스 또는 개별 통제, 그리고 다방면의 시야 등을 포함한다. 시스템은 원적외선(열) 파장에서 에너지를 수동으로 탐지하기 때문에, 항공기에서 방출되는 탐지 가능한 에너지의 양을 최소화하여 야시경이나 레이다 같은 능동 감지기의 단점을 방지한다.
AAQ-26 시스템은 AN/AAQ-17을 대체하고 AC-130H와 AC-130U 건쉽에 배치된다. 그것은 다양한 플랫폼과 임무를 지원하도록 설계된 것이다.

## 같이 보기
- FLIR
- 적외선 탐색추적
- 적외선 카메라
- AC-130